# Зубний носовий приголосний
Зубний носовий приголосний — приголосний звук, що існує в деяких мовах. У Міжнародному фонетичному алфавіті записується як ⟨n̪⟩ («n» із діактриком дентальної артикуляції). В українській мові цей звук передається на письмі літерою н.

## Назва
- Дентальний зімкнено-носовий
- Дентальний носовий
- Зубний зімкнено-носовий
- Зубний носовий
- Дзвінкий дентальний зімкнено-носовий
- Дзвінкий дентальний носовий
- Дзвінкий зубний зімкнено-носовий
- Дзвінкий зубний носовий

## Властивості
- Тип фонації — дзвінка, тобто голосові зв'язки вібрують від час вимови.
- Спосіб творення — зімкнений, тобто повітряний потік повністю перекривається.
- Місце творення — зубне, тобто він артикулюється язиком проти верхніх і/або нижніх зубів.
- Це носовий приголосний, тобто повітря вільно виходить крізь ніс.
- Це центральний приголосний, тобто повітря проходить над центральною частиною язика, а не по боках.
- Механізм передачі повітря — егресивний легеневий, тобто під час артикуляції повітря виштовхується крізь голосовий тракт з легенів, а не з гортані, чи з рота.

## Приклади
| Мова          | Слово     | МФА         | Значення | Примітки                                                                                   |
| ------------- | --------- | ----------- | -------- | ------------------------------------------------------------------------------------------ |
| англійська    | month     | [mʌn̪θ]      | month    | Алофон /n/ перед /θ, ð/.                                                                   |
| білоруська    | новы      | [ˈn̪ovɨ]     | новий    | Ламінальний зубно-ясенний. Див. білоруська фонетика                                        |
| болгарська    | жена      | [ʒɛˈn̪a]     | жінка    | Ламінальний зубно-ясенний.                                                                 |
| грецька       | άνθος     | [ˈɐn̪θo̞s]    | квітка   | Алофон /n/. Див. грецька фонетика                                                          |
| італійська    | cantare   | [kän̪ˈt̪äːre] | співати  | Ламінальний зубно-ясенний. Алофон /n/ перед /t, d, s, z, t͡s, d͡z/. Див. італійська фонетика |
| казахська     | көрінді   | [kœɾɪn̪d̪ɪ]   | здається | Алофон /n/ перед /t, d/.                                                                   |
| каталанська   | cantar    | [kən̪ˈt̪ä(ɾ)] | співати  | Ламінальний зубно-ясенний. Алофон /n/ перед /t, d/. Див. каталанська фонетика              |
| киргизька     | беделинде | [be̞d̪e̞lin̪d̪e̞] | владою   | Ламінальний зубно-ясенний. Алофон /n/ перед /t, d/.                                        |
| латвійська    | nakts     | [n̪äkt̪s̪]     | ніч      | Ламінальний зубно-ясенний. Див. латвійська фонетика                                        |
| македонська   | нос       | [n̪o̞s̪]       | ніс      | Ламінальний зубно-ясенний. Див. македонська фонетика                                       |
| польська      | nos       | [n̪ɔs̪]       | ніс      | Ламінальний зубно-ясенний. Ясенний перед /t͡ʂ, d͡ʐ/. Див. польська фонетика                  |
| португальська | nariz     | [n̻ɐˈɾiʃ]    | ніс      |                                                                                            |
| румунська     | alună     | [äˈlun̪ə]    | горіх    | Ламінальний зубно-ясенний. Див. румунська фонетика                                         |
| сербська      | студент   | [s̪t̪ǔd̪e̞n̪t̪]   | студент  | Алофон /n/ перед /t, d, s, z, t͡s/. Див. сербська фонетика                                  |
| словенська    | amarant   | [amaˈɾaːn̪t̪] | амарант  | Ламінальний зубно-ясенний. Алофон /n/ перед /t, d, s, z, t͡s/. Див. словенська фонетика     |
| угорська      | nagyi     | [ˈn̪ɒɟi]     | бабуся   | Ламінальний зубно-ясенний. Див. угорська фонетика                                          |
| українська    | наш       | [n̪ɑʃ]       | —        | Ламінальний зубно-ясенний. Див. українська фонетика                                        |
| французька    | connexion | [kɔn̻ɛksjɔ̃]  | зв'язок  | Ламінальний зубно-ясенний. Див. французька фонетика                                        |